# The Mystery Squadron
The Mystery Squadron (bra: A Flotilha Misteriosa) é um seriado estadunidense de 1933, dos gêneros aventura e ação, dirigido por David Howard e Colbert Clark para a Mascot Pictures.

## Sinopse
Hank Davis (Jack Mulhall), chefe do projeto de uma enorme barragem, pede a ajuda de seus dois amigos de voo (Bob Steele e Guinn “Big Boy” Williams), quando uma figura sinistra conhecida como “The Black Ace” comanda seu misterioso esquadrão de pilotos mascarados em uma tentativa de destruir a barragem.

## Elenco
- Bob Steele … Fred Cromwell, velho piloto amigo de Hank Davis
- Guinn "Big Boy" Williams … Bill "Jellybean" Cook, velho piloto amigo de Hank Davis
- Lucile Browne … Dorothy Gray
- Jack Mulhall … Hank Davis
- Purnell Pratt … Lafe Johnson
- Robert Frazer … Dr Flint
- J. Carrol Naish … Collins
- Bob Kortman … Bracken
- Lafe McKee … Stephen Gray
- Jack Perrin ...	Roberts
- Hal Taliaferro ... Aviador misterioso
- Jack Mower	 ...	Carter
- Edward Hearn ... Xerife [Cap. 2-3, 12]

## Capítulos
1. The Black Ace
2. The Fatal Warning
3. The Black Ace Strikes
4. Men of Steel
5. The Death Swoop
6. Doomed
7. Enemy Signals
8. The Canyon of Calamity
9. The Secret of the Mine
10. Clipped Wings
11. The Beast at Bay
12. The Ace of Aces

Fonte: